# Боа де Филион (Квебек)
Боа де Филион (фр. Bois-des-Filion) је град у Канади у покрајини Квебек. Према резултатима пописа 2011. у граду је живело 9.485 становника.

## Становништво
Према резултатима пописа становништва из 2011. у граду је живело 9.485 становника, што је за 13,1% више у односу на попис из 2006. када је регистровано 8.383 житеља.
| 2006. | 2011. |
| ----- | ----- |
| 8.383 | 9.485 |